# Oberhaid (Oberfranken)
Oberhaid (fränkisch: Obähaad) ist eine Gemeinde im oberfränkischen Landkreis Bamberg und zählt zur Metropolregion Nürnberg. 

## Geografie

### Geografische Lage
Die Gemeinde liegt etwa sieben Kilometer nordwestlich von Bamberg. Die höchsten Erhebungen sind im Westen der Spitzelberg mit 325 m und im Osten der Semberg mit 393 m. Die Lage im Maintal im Bereich des Naturparks Haßberge ist ideal für Wanderer und Radfahrer. Der Gemeindeteil Unterhaid ist der tiefstgelegene Ort im Landkreis Bamberg mit 230 m ü. NHN.

### Nachbargemeinden
Oberhaid grenzt an die Gemeindegebiete von Lauter, Bischberg, Viereth-Trunstadt, das gemeindefreie Gebiet Semberg sowie die Stadtgebiete von Baunach, Hallstadt und Bamberg. Bereits zum Landkreis Haßberge (Unterfranken) gehören die Gemeinde Stettfeld und die Stadt Eltmann.

### Gemeindegliederung
Es gibt fünf Gemeindeteile (in Klammern ist der Siedlungstyp und die Einwohnerzahlen Stand Juli 2019 angegeben):
- Johannishof (Einöde, 17)
- Oberhaid (Pfarrdorf, 3538)
- Sandhof (Einöde, 4)
- Staffelbach (Kirchdorf, 828)
- Unterhaid (Pfarrdorf, 450)

## Geschichte

### Bis zum 19. Jahrhundert
Das Kloster Fulda hatte bereits im achten Jahrhundert Besitz im Gemeindegebiet. Das Kloster Michelsberg baute seit dem 13. Jahrhundert seine Grundherrschaft in Oberhaid aus. Der Ort gehörte somit zum Herrschaftsbereich des Hochstifts Bamberg, kirchlich jedoch bis 1810 zum Bistum Würzburg und blieb diesem zehntpflichtig. Während des Dreißigjährigen Krieges wurde Oberhaid fast vollständig zerstört, aber danach wieder aufgebaut. Oberhaid gehört seit dem Reichsdeputationshauptschluss von 1803 wie weite Teile Frankens zu Bayern (Siehe auch Geschichte Frankens). Die Gemeinden Oberhaid, Unterhaid und Staffelbach entstanden mit dem Gemeindeedikt von 1818. 
Der Anschluss an das Eisenbahnnetz erfolgte am 1. Februar 1852.

### Religion
Laut Zensus am 9. Mai 2011 sind 80,7 % der Einwohner römisch-katholisch und 8,9 % evangelisch-lutherisch. 10,4 % haben eine andere Religion oder sind konfessionslos.

### Eingemeindungen
Im Zuge der Gebietsreform in Bayern wurden am 1. Mai 1978 die Gemeinden Unterhaid und Staffelbach eingemeindet.

### Einwohnerentwicklung
Im Zeitraum 1988 bis 2018 wuchs die Gemeinde von 4184 auf 4616 um 432 Einwohner bzw. um 10,3 %. 
| Jahr      | 1961 | 1970 | 1987 | 1991 | 1995 | 2000 | 2005 | 2010 | 2015 | 2023 |
| --------- | ---- | ---- | ---- | ---- | ---- | ---- | ---- | ---- | ---- | ---- |
| Einwohner | 3215 | 3771 | 4090 | 4407 | 4676 | 4775 | 4712 | 4662 | 4582 | 4720 |

## Politik

### Bürgermeister
Erster Bürgermeister ist seit 2008 Carsten Joneitis (SPD). Dieser setzte sich bei der Wahl 2008 gegen den damaligen Amtsinhaber Harald Krug (CSU), der seit 1996 amtierte, mit 53,4 % der Stimmen durch und wurde 2014 bzw. 2020 jeweils ohne Gegenkandidat mit 95,16 % bzw. 94,68 % der Stimmen wiedergewählt.

### Gemeinderat
Die Gemeinderatswahlen seit 2002 ergaben folgende Stimmenanteile bzw. Sitzverteilungen:
| Partei/Liste                                                  | 2020  | 2020  | 2014  | 2008  | 2002  |
| Partei/Liste                                                  | %     | Sitze | Sitze | Sitze | Sitze |
| ------------------------------------------------------------- | ----- | ----- | ----- | ----- | ----- |
| CSU                                                           | 32,71 | 5     | 6     | 7     | 8     |
| SPD                                                           | 38,08 | 6     | 6     | 6     | 5     |
| Unabhängige Bürgervertretung/Freie Wähler (UBV/FW)            | 21,84 | 4     | 3     | 2     | 2     |
| Überparteiliche Liste/Christliche Wählergemeinschaft (ÜL/CWG) | 7,37  | 1     | 1     | 1     | 1     |
| Gesamt                                                        | 100   | 16    | 16    | 16    | 16    |

### Wappen
| Wappen von Oberhaid | Blasonierung: „In Rot ein silberner Flug mit daraus wachsendem, silbern bekleidetem Arm, der ein goldenes Balkenkreuz emporhält; unten rechts ein schwebendes silbernes Schildchen, darin ein durchgehendes schwarzes Kreuz.“ |
| Wappen von Oberhaid | Wappenbegründung: Der Flug mit Kreuz und Arm geht auf das Kloster Michelsberg in Bamberg, das silberne Schild auf das Kloster Fulda zurück.                                                                                   |

### Städtepartnerschaften
Partnerort ist Oberhain, ein Ortsteil der Stadt Königsee in Thüringen.

## Baudenkmäler

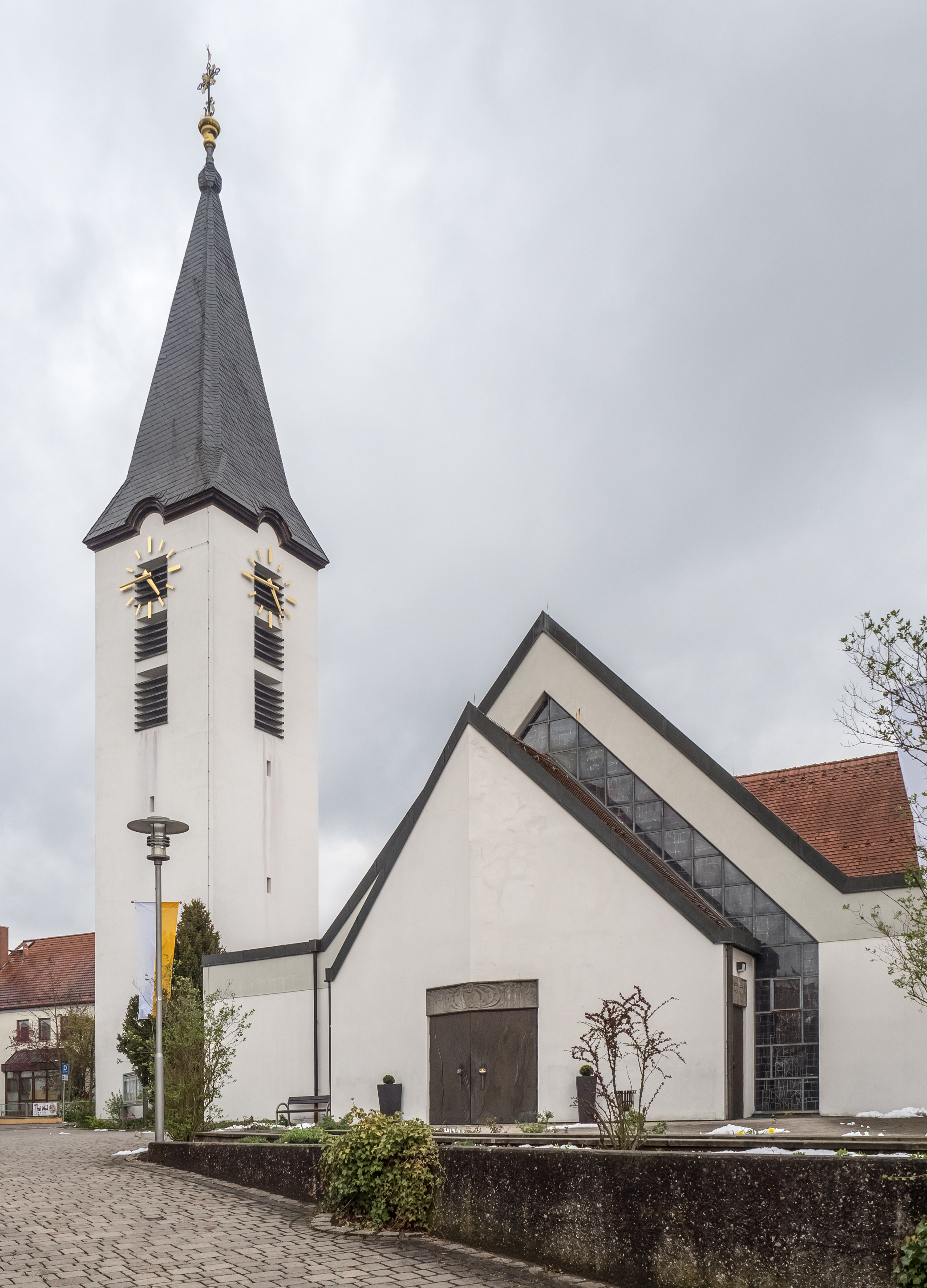
Neubau der katholischen Pfarrkirche St. Bartholomäus, 1980 geweiht

## Wirtschaft und Infrastruktur

### Verkehr
- Es besteht ein Autobahnanschluss an die A 70 Ausfahrt Viereth-Trunstadt in der Nähe des Gemeindeteils Unterhaid
- Der Bahnhof Oberhaid der Deutschen Bahn liegt an der Bahnstrecke Bamberg–Rottendorf.
- Öffentlicher Personennahverkehr (ÖPNV) besteht mit einer Busverbindung auf der Strecke Bamberg–Schweinfurt mit Haltestellen in Oberhaid, Unterhaid und Staffelbach.
- Durch Oberhaid verläuft der Fränkische Marienweg.

### Freiwillige Feuerwehren
Freiwillige Feuerwehren bestehen in Oberhaid, Unterhaid und Staffelbach.

### Brauereien
In der Gemeinde gibt es noch die Brauerei Wagner in Oberhaid, die ihr Bier in eigener Braustätte herstellt. Die Gambrinusbräu in Unterhaid lässt das Bier im Lohnbrauverfahren brauen. Die Brauerei Hertlein in Staffelbach schloss im Jahr 2017. 

## Persönlichkeiten
- Klaus Geus (* 1962), Althistoriker und Verleger